# Договір про патентну кооперацію

Договір про патентну кооперацію (англ. Patent Cooperation Treaty (PCT)) — міжнародний договір у сфері патентного права, укладений 35 державами у місті Вашингтон 19 червня 1970 року.
Найголовнішою нормою договору є те, що він передбачив подання «міжнародної патентної заявки». Одна така заявка дозволяє отримати правовий захист на винахід у великій кількості країн одночасно. Така заявка може бути подана будь-ким, хто є громадянином або резидентом країни-учасниці договору.
У рамках договору створено союз, котрий має асамблею. Членами цієї асамблеї є усі країни-учасниці договору.
Зараз країнами-членами цього договору є 148 країн світу.